# Lemurphthirus
Lemurphthirus – rodzaj wszy należący do rodziny Polyplacidae, pasożytujących na naczelnych i powodujących chorobę zwaną wszawicą.
Gatunki należące do tego rodzaju nie posiadają oczu. Antena składa się z 5 segmentów z często występującym dymorfizmem płciowym. U samców 3 segment anteny cechuje się obecnością po stronie dorsalnej pary zakrzywionych szczecinek. Przednia para nóg jest wyraźnie mniejsza i słabsza, zakończona słabym pazurem. Środkowa i tylna para nóg wyraźnie większa od przedniej pary. 
Lemurphthirus stanowią rodzaj składający się obecnie z 3 gatunków:
- Lemurphthirus galagus
- Lemurphthirus stigmosus (Ferris, 1954)
- Lemurphthirus vincenti (Pajot, 1968)